# Anteremanthus hatschbachii
Anteremanthus es un género monotípico de plantas fanerógamas perteneciente a la familia de las asteráceas. Su única especie, Anteremanthus hatschbachii, es originaria de Brasil.

## Distribución
Es una especie endémica de Brasil donde se encuentra en el Cerrado, en el sudeste de Minas Gerais.

## Taxonomía
Anteremanthus hatschbachii fue descrita por Harold E. Robinson y publicado en Proceedings of the Biological Society of Washington 105(3): 646–648, f. 9–17. 1992.
sinonimia
- Vernonia hatschbachii (H.Rob.) D.J.N.Hind	[3]